# The Greatest View
The Greatest View és el primer senzill de l'àlbum Diorama, quart del grup de rock alternatiu australià Silverchair. El senzill, igual de l'àlbum, es va publicar l'any 2002, després de tres anys d'absència. L'àlbum representaven la nova direcció musical que havia escollit el cantant, guitarrista i compositor de la banda Daniel Johns, deixant a part l'etapa de grunge adolescent, el so s'encamina cap al rock alternatiu. És el primer treball sota el segell Eleven després de finalitzar el contracte amb Sony i és una de les poques cançons on Daniel Johns ha utilitzat una guitarra Rickenbacker de dotze cordes.
La cançó va debutar en la tercera posició de la llista de senzills australiana i en la primera de la llista de senzills de música alternativa. Als Estats Units, la cançó no va arribar a les llistes fins al 2007 quan Warner Bros. Records va llançar un EP aprofitant l'èxit de la cançó "Straight Lines" del següent àlbum. Posteriorment, la cançó es va incloure en les reedicions estatunidenques de l'àlbum Young Modern perquè el canal SciFi Channel la va utilitzar per a la promoció de la sèrie de televisió "Sarah Jane Adventures".
El videoclip, dirigit per Sean Gilligan i Sarah-Jane Woulahan, mostra el grup tocant en una habitació d'hotel mentre uns espies intenten investigar i escoltar el que passa dins l'habitació.

## Llista de cançons
CD Senzill AUS (ELEVENCD6)
1. "The Greatest View"
2. "Pins in My Needles"
3. "Too Much of Not Enough"

7" EU (7587-85339-7)
1. "The Greatest View"
2. "Pins in My Needles"
3. "Too Much of Not Enough"

CD Senzill Alemanya (7567853392)
1. "The Greatest View"
2. "Asylum"
3. "Pins in My Needles"

Digital EP 2007 US
1. "The Greatest View"
2. "Straight Lines (The Presets Remix)"
3. "We're Not Lonely...BUT We Miss You (B-Side)"
4. "Barbarella (B-Side)"
5. "If You Keep Losing Sleep (video)"
6. "The Greatest View - Live From Carriageworks, Sydney (video)"